# Ševarlije (Doboj)
Ševarlije (szerbül: Шеварлије), település Bosznia-Hercegovinában, a Szerb Köztársaság északi régiójában Doboj községben.

## Fekvése
A település Bosznia-Hercegovina északi részén, Dobojtól légvonalban 6, közúton 8 km-re délre, a Boszna jobb partján és az Ozren-hegység lejtőin, 150-385 méteres magasságban,  található.

## Népessége
| Nemzetiségi csoport | Népesség 1991 | Népesség 2013 |
| ------------------- | ------------- | ------------- |
| Szerb               | 20            | 20            |
| Bosnyák             | 1739          | 1273          |
| Horvát              | 0             | 0             |
| Jugoszláv           | 29            | 0             |
| Egyéb               | 4             | 8             |
| Összesen            | 1792          | 1301          |

## Története
A Boszna partja mentén előkerült számos őskori lelet tanúsága szerint itt már a paleolitikum időszaka óta fejlett emberi élet folyt. A Vinogradine lelőhelyen az i. e. 5. és 3.évezred között, egészen a rézkorig virágzott vinča-tordosi kultúra jelentékeny leletei kerültek elő, mely Európa egyik legnagyobb és legjelentősebb neolitikus kultúrája volt és először a 19. században az erdélyi Tordos falu közelében fedezett fel Torma Zsófia, majd 1908-ban a szerbiai Vinča falu közelében azonosították. Ugyanitt a késő rézkor uralkodó kultúrájának a báden-péceli kultúrának a leletei is előkerültek. Ez a kultúra az i. e. 3500 és 2500 közötti időben virágzott.
A település 1878-ig tartozott az Oszmán Birodalomhoz, ekkor a berlini kongresszus határozata alapján az Osztrák-Magyar Monarchia része lett. 1910-ben a Maglaji járáshoz tartozó településen 114 háztartást és 601 muszlim lakost találtak. A monarchia szétesésével 1918-ban előbb a Szerb-Horvát-Szlovén Királyság, majd 1929-től a Jugoszláv Királyság része lett. 1921-ben a Maglaji járáshoz tartozó községnek 695 lakosa volt, melyből 673 muszlim, 15 római katolikus és 7 ortodox volt. Az 1929-es törvény értelmében, amikor Bosznia-Hercegovinát négy banovinára, Drinskára, Vrbaskára, Zetskára és Primorskára osztották, a település a Vrbaska banovina része lett, amelynek székhelye Banja Luka volt.
A második világháborúban Jugoszlávia megszállása után a Független Horvát Állam (NDH) része lett. A második világháború után 1992-ig a település a szocialista Jugoszlávia keretében a Bosznia-Hercegovinai Népköztársaság része volt. A boszniai háborút lezáró daytoni békeszerződés rendelkezése alapján az ország területét felosztották a Bosznia-hercegovinai Föderáció és a boszniai Szerb Köztársaság között.  A békeszerződés utáni területmegosztási megállapodás értelmében a Boszniai Szerb Köztársasághoz és Doboj községhez került.

## Nevezetességei
- A mecsetet 1856-ban építették, a boszniai háború idején a szerbek lerombolták, a tető és a minaret sérült meg a legnagyobb mértékben. Az újjáépítés 2002-ben kezdődött és 2004-ben fejeződött be. Ma a mecsetnek van egy minaretje két sereffel. Ez a ševarlije-potočani gyülekezet egy mektebbel is rendelkezik, amelyet szintén felújítottak.[9]

- Krčevina – őskőkori telep maradványai. A Hadrovac nevű magaslat alatt a felszínen megmunkált köveket és kőszerszámokat találtak, melyeket nem tudtak egyetlen kultúrával sem azonosítani.[4]

- Vinogradine – őskori erődített település maradványai a Boszna völgye feletti domináns magaslaton. A kultúrréteg egy-másfél méteres mélységig található. A szakemberek két kulturális fejlődési időszakot azonosítottak. Az első és egyben fontosabb réteg a vinča-tordosi kutúrához, annak is az észak-boszniai típusához tartozik. A másik réteget a bádeni kultúrával azonosították.[4]